# Campionati europei di windsurf 2017
I Campionati europei di windsurf 2017 sono stati la 12ª edizione della competizione. Si sono svolti a Marsiglia, in Francia, dall'8 al 13 maggio 2017.

## Medagliere
| Pos.   | Nazione | Oro | Argento | Bronzo | Totale |
| ------ | ------- | --- | ------- | ------ | ------ |
| 1      | Francia | 1   | 0       | 0      | 1      |
| 1      | Polonia | 1   | 0       | 0      | 1      |
| 3      | Grecia  | 0   | 1       | 0      | 1      |
| 3      | Russia  | 0   | 1       | 0      | 1      |
| 5      | Italia  | 0   | 0       | 2      | 2      |
| Totale | Totale  | 2   | 2       | 2      | 6      |

## Podi
| Evento    | Oro                   | Argento            | Bronzo            |
| Maschile  | Louis Giard           | Byron Kokkalanis   | Mattia Camboni    |
| Femminile | Zofia Noceti-Klepacka | Stefaniya Elfutina | Flavia Tartaglini |